# 诺因基兴 (韦斯特林山县)
诺因基兴（德語：Neunkirchen，發音：[ˈnɔʏnˌkɪʁçn̩] ⓘ）是德国莱茵兰-普法尔茨州的市镇，属于韦斯特林山县。该市镇总面积为6.61平方千米，2023年12月31日总人口为543人。